# Dubovica
Dubovica este o comună slovacă, aflată în districtul Sabinov din regiunea Prešov. Localitatea se află la altitudinea de 434 m deasupra n.m., se întinde pe o suprafață de 17,16 km2 și în 2017 număra 1.475 de locuitori. Se învecinează cu Renčišov, Ďačov, Lipany și Rožkovany.

## Istoric
Localitatea Dubovica este atestată documentar din 1278.

## Demografie
| An:                | 1994 | 2004   | 2014   | 2024   |
| ------------------ | ---- | ------ | ------ | ------ |
| Număr de persoane: | 1421 | 1477   | 1479   | 1430   |
| Diferență:         |      | +3,94% | +0,13% | −3,31% |

| An:                | 2023 | 2024   |
| ------------------ | ---- | ------ |
| Număr de persoane: | 1445 | 1430   |
| Diferență:         |      | −1,03% |